# Megatomíneos
Megatomíneos (Megatominae) é uma subfamília de coleópteros da família Dermestidae.

## Tribos
- Anthrenini Gistel, 1848
- Megatomini Leach, 1815

(Ctesias))